# West Lake Friendship Award
Der West Lake Friendship Award wurde 1997 gestiftet und ist die höchste Auszeichnung, die von der Provinz Zhejiang an ausländische Experten aus Hochschulen und Industrie vergeben wird. Sie wurde bisher an über 450 Personen verliehen. Im Jahr 2013 waren es 35 Experten, die am 11. Oktober von Vizegouverneur Xiong Jianping den Preis in einer Feierstunde in der Großen Halle des Volkes in Hangzhou persönlich überreicht bekamen.